# Roughton, Lincolnshire
Roughton är en civil parish i Storbritannien.   Den ligger i grevskapet Lincolnshire och riksdelen England, i den sydöstra delen av landet, 190 km norr om huvudstaden London. Antalet invånare är 644. Arean är 14,1 kvadratkilometer.
Terrängen i Roughton är mycket platt.